# 1989年バレーボール男子アジア選手権
1989年バレーボール男子アジア選手権（1989 Asian Men's Volleyball Championship）は、1989年9月15日から9月24日にかけて韓国のソウルで開催された、アジアバレーボール連盟主催の第5回バレーボールアジア選手権男子大会。
出場国は19カ国。韓国が初優勝を飾った。

## 最終結果
| 順位 | 国                   |
| ---- | -------------------- |
| 1    | 韓国                 |
| 2    | 日本                 |
| 3    | 中国                 |
| 4    | パキスタン           |
| 5    | クウェート           |
| 6    | インド               |
| 7    | イラク               |
| 8    | イラン               |
| 9    | チャイニーズタイペイ |
| 10   | オーストラリア       |
| 11   | アラブ首長国連邦     |
| 12   | ニュージーランド     |
| 13   | スリランカ           |
| 14   | 香港                 |
| 15   | タイ                 |
| 16   | バーレーン           |
| 17   | バングラデシュ       |
| 18   | ネパール             |
| 19   | カタール             |